# Rhododendron ledebourii
Rhododendron ledebourii är en ljungväxtart som beskrevs av Antonina Ivanovna Pojarkova. Rhododendron ledebourii ingår i släktet rododendron, och familjen ljungväxter. Inga underarter finns listade i Catalogue of Life.

## Bildgalleri

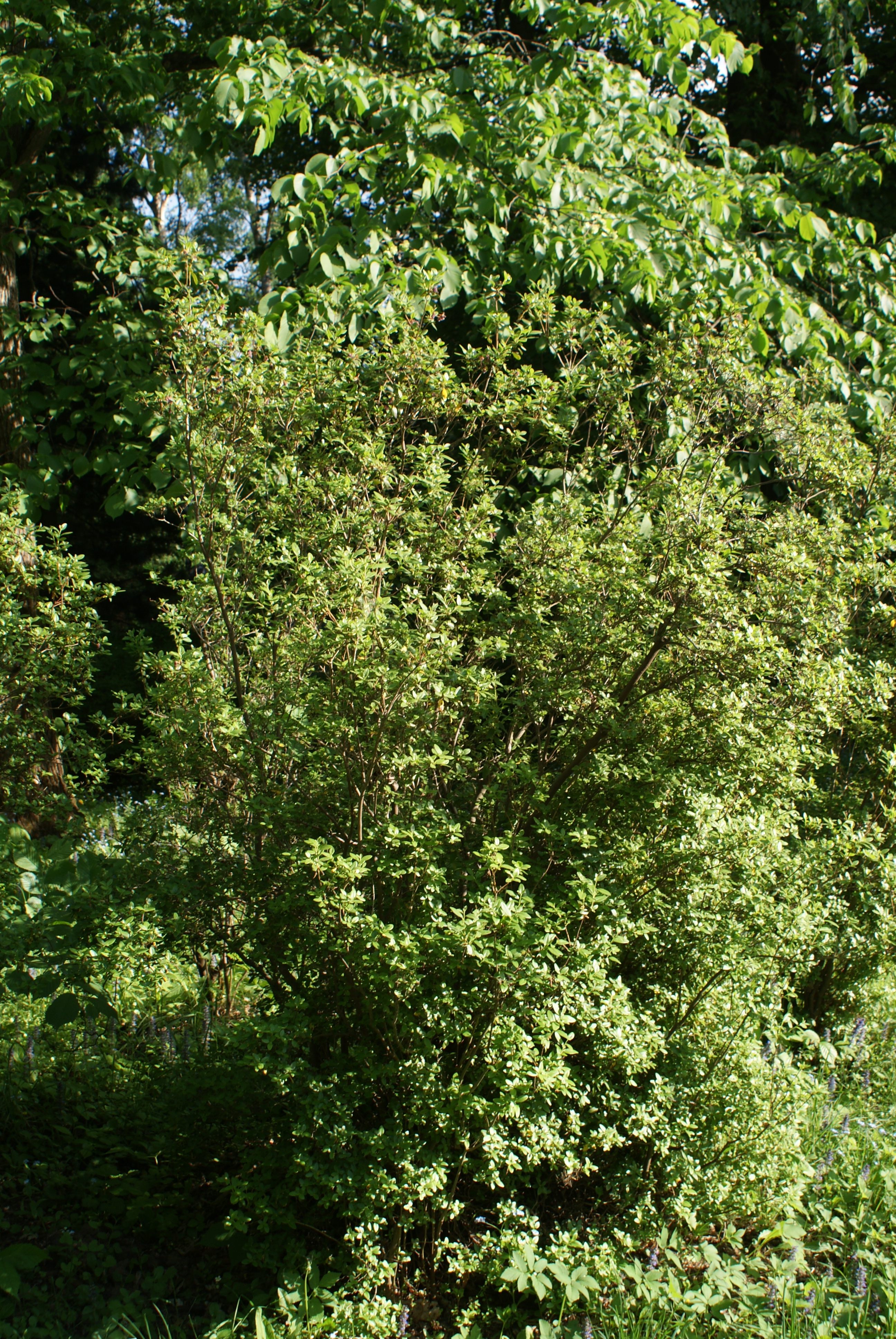
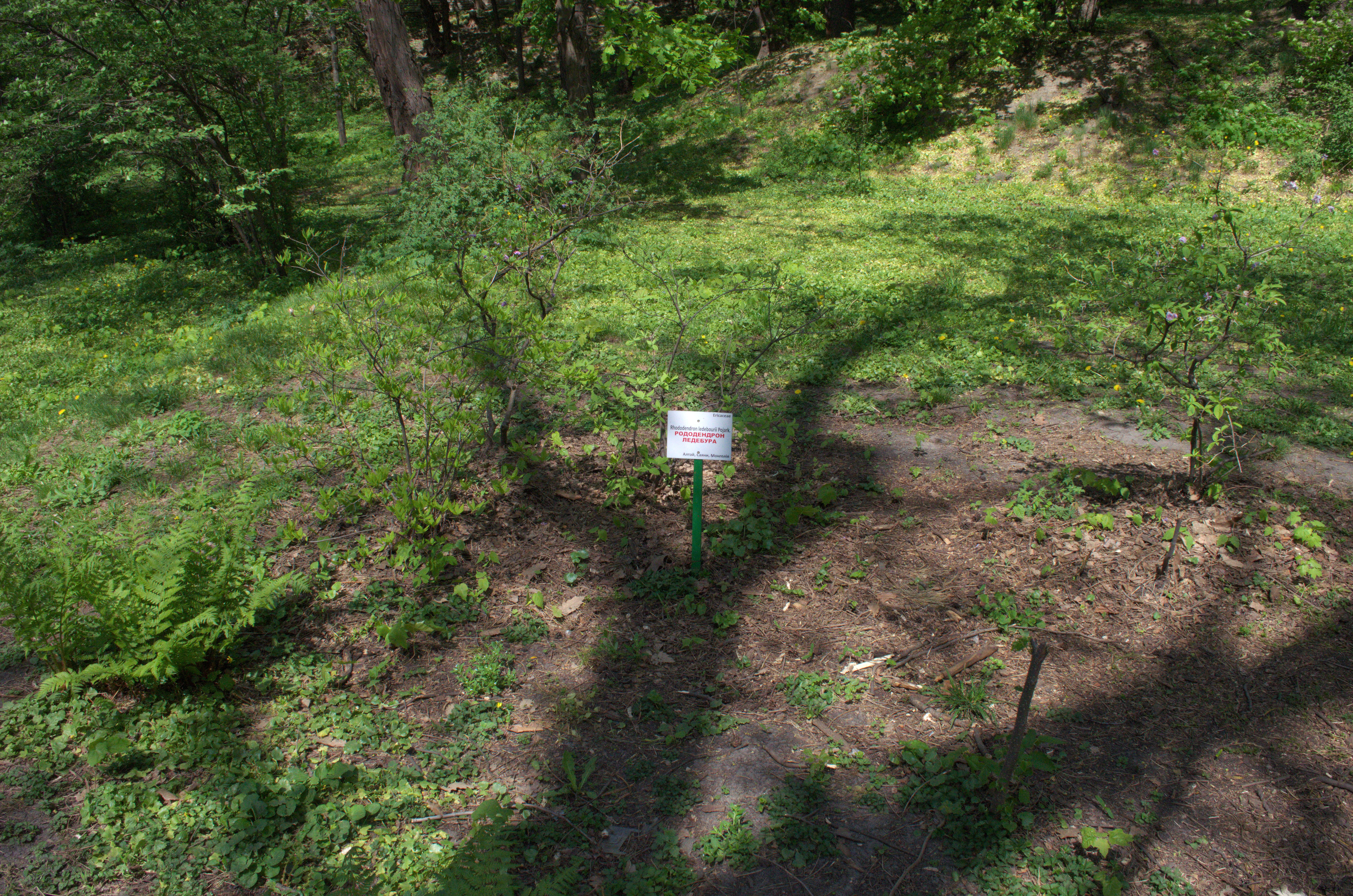
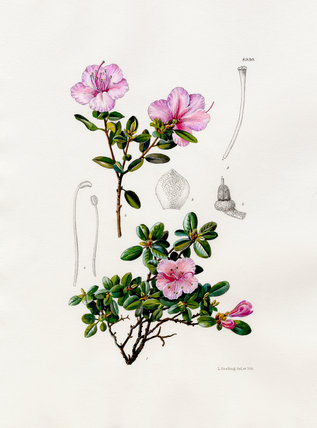
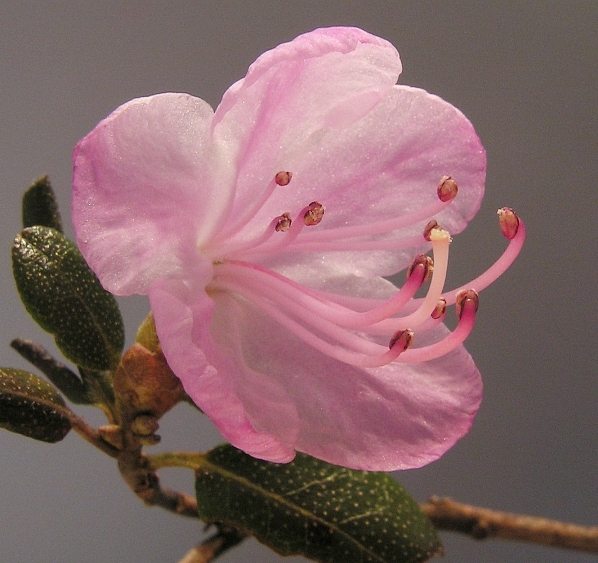
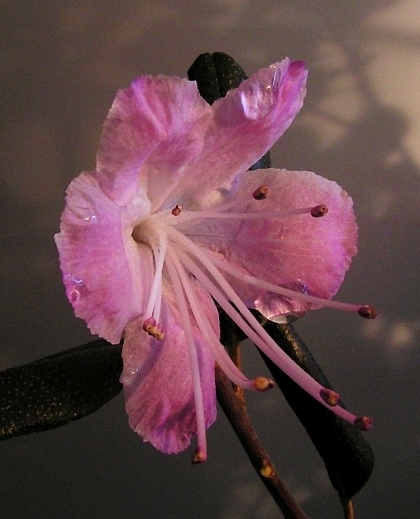